# 今井智
今井 智（いまい さとる）は日本のプロドラマーである。現在はプログレッシブ・ロックバンド『螺旋』のメンバー『trusa』として活動中。

## 概要
1978年「SLOG」のドラマーとしてメジャー・デビュー。以後「PIN-UPS」「ダンガン・ブラザーズ・バンド」を経て、大沢誉志幸、沢田研二、久石譲、白井貴子等のツアーサポートと共に、数々のレコーディングセッションにも参加。 その他、海外有名アーティストとのセッション経験も豊富で、各アーティストより絶大な評価を得ている。
| スタブアイコン | サブスタブ | この項目は、まだ閲覧者の調べものの参照としては役立たない、音楽関係者（バンド等）に関連した書きかけの項目です。この項目を加筆・訂正などしてくださる協力者を求めています（P:音楽/PJ:芸能人）。 |